# اکتنت

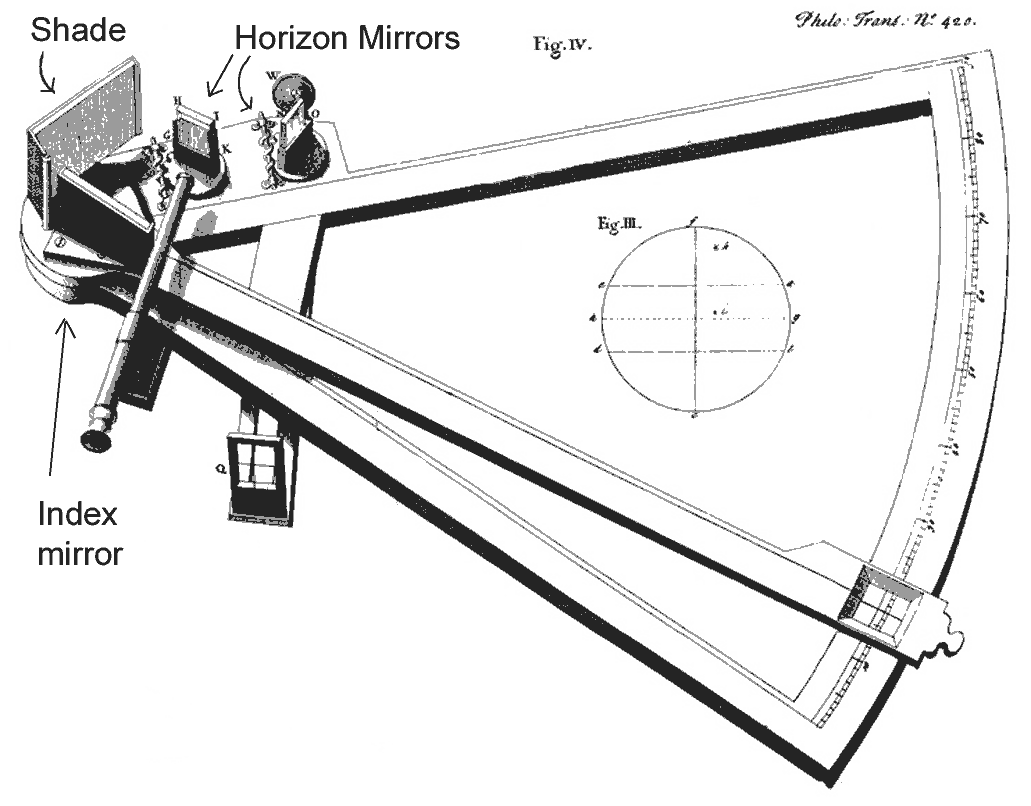
نمونه‌ای از یک اکتنت

اکتنت (به انگلیسی: Octant) یک ابزار اندازه گیری است که در صنعت ناوبری کاربرد دارد. این وسیله مجهز به یک آیینه است که با استفاده از آن مسیر نور را منعکس می‌کند. بدین وسیله زاویهٔ اندازه گیری شده دو برابر میشود. این خاصیت این اجازه را به این ابزار میدهد تا با استفاده از یک هشتم قوس دایره یک چهارم دایره را اندازه گیری کند. اکتنت به وسیلهٔ توماس گادفری ابداع شد.